# Sesto Clelio
Sesto Clelio (in latino Sextus Cloelius; fl. I secolo a.C.) è stato un politico romano, collaboratore di Publio Clodio Pulcro.
Nel 58 a.C., mentre Clodio era tribuno della plebe, Clelio si occupò di celebrare, con l'appoggio del console Lucio Calpurnio Pisone Cesonino, i ludi Compitali, che erano stati vietati da una legge del 64 a.C., associandovi forse dei culti di divinità straniere. Pochi giorni dopo che l'iniziativa di Clelio aveva riscosso ampi consensi popolari, il 4 gennaio, Clodio poté proporre e far approvare un provvedimento che prevedeva la reistituzione dei collegia, resi illegali da un precedente provvedimento del senato.
Il 4 gennaio Clodio propose anche una nuova lex frumentaria, con la quale estese il numero dei beneficiari delle distribuzioni gratuite di grano; a Clelio Clodio attribuì il compito di occuparsi della cura annonae, ovvero di sovrintendere al corretto svolgimento delle distribuzioni. Clelio, in qualità di scriba, rivestì l'incarico fino al settembre del 57 a.C., quando la legge clodiana fu modificata in vista di una possibile carestia e la cura annonae fu affidata a Gneo Pompeo Magno.
Attorno alla metà dell'anno 58 a.C., incaricato da Clodio di trattenere in Italia con la forza e contro la volontà del potente Pompeo il principe Tigrane, figlio del re d'Armenia Tigrane II, Clelio si trovò coinvolto in un violento scontro con gli uomini di Pompeo, in cui trovò la morte il cavaliere pompeiano Marco Papirio.
Nel 56 a.C., Clelio, ancora una volta per ordine di Clodio, diede fuoco al tempio delle Ninfe in Roma, dov'erano conservate le liste dei beneficiari delle distribuzioni gratuite di grano previste dalla lex frumentaria: in questo modo poté impedire a Pompeo di modificare con facilità le liste, decurtandone coloro che vi erano stati recentemente aggiunti da Clodio.
Nel 52 a.C., infine, alla morte di Clodio, Clelio fu tra coloro che indirizzarono la plebe contro l'assassino dello stesso Clodio, Tito Annio Milone: Clelio, infatti, mostrò al popolo i testi delle leggi che Clodio avrebbe voluto proporre una volta eletto alla pretura.